# Vorderer Gosausee
Vorderer Gosausee är en sjö i Österrike.   Den ligger i förbundslandet Oberösterreich, i den centrala delen av landet, 230 km väster om huvudstaden Wien. Vorderer Gosausee ligger 920 meter över havet. Arean är 0,50 kvadratkilometer. Den sträcker sig 1,0 kilometer i nord-sydlig riktning, och 1,4 kilometer i öst-västlig riktning.
I omgivningarna runt Vorderer Gosausee växer i huvudsak blandskog. Runt Vorderer Gosausee är det ganska glesbefolkat, med 42 invånare per kvadratkilometer.